# Verband der Berufsringer
Der Verband der Berufsringer e.V. (Sitz in Berlin) – vormals Verband Deutscher Berufsringer e.V. – ist eine Interessenvertretung von Berufsringern, Pro-Wrestlern, Referees und Promotoren.
Im Jahr 1912 wurde der Verband als Internationaler Ringer Verband e.V. in Berlin gegründet. Heute ist er einer der fünf Vertreter in der Weltliga.
Der Verband überwacht Profi-Veranstaltungen, vergibt Durchführungslizenzen für Europa- und Weltmeister-Titel in den Gewichtsklassen, er stellt Profi-Teams für Veranstalter zusammen und übernimmt die professionelle Veranstaltungsdurchführung. Die Verbandsführung erfolgte bis zu seinem Tod am 17. November 2015, durch Geschäftsführer René M. Jerzy (Berlin). Der momentane (2024) Vorstandsvorsitzende ist Norbert Lehmann-Ehlert (Berlin).